# Bà Rịa
Bà Rịa est depuis le 2 mai 2012 la capitale de la province de Bà Rịa-Vũng Tàu dans le Sud du Viêt Nam. Son territoire s'étend sur 91,46 km2.

## Histoire
Du temps de l'Indochine française, l'orthographe Baria était utilisée. La ville faisait alors partie de la province de Cap Saint-Jacques en Cochinchine. Elle appartenait à la république du Viêt Nam (Sud Viêt Nam) de 1954 à 1975.

## Géographie
Bà Rịa, ville côtière, est séparée de la ville pétrolière de Vũng Tàu (20 km au nord-ouest) par le pont de Co May. Elle se trouve à 90 km à l'est-sud-est d'Hô Chi Minh-Ville (Saïgon). En 2011, sa population s'élevait à 122 424 habitants.

## Administration
La ville est subdivisée en sept arrondissements urbains (phường) : Long Toàn, Phước Hiệp, Phước Hưng, Phước Nguyên, Phước Trung, Long Hương et Kim Dinh, ainsi qu'en trois communes rurales (xã) : Hòa Long, Tân Hưng, Long Phước.

## Culte
- Cathédrale Saint-Philippe-et-Saint-Jacques, siège du diocèse de Ba Ria.

## Transports
- Futur aéroport international de Long Thành : à 48 kilomètres au sud-est par la route 51.
- Routes nationales 51, 52 et 56.